# Lê Văn Kiệt
Lê Văn Kiệt (1911–1970), bí danh Nguyễn Công Dương, Lê Lai, là một nhà cách mạng, nhà lãnh đạo công đoàn Việt Nam, nguyên Bí thư Tỉnh ủy, Chủ tịch Ủy ban hành chính kháng chiến tỉnh Tây Ninh.

## Cuộc đời
Lê Văn Kiệt sinh ngày 20 tháng 9 năm 1911 làng Bình Nhựt, quận Thủ Thừa, tỉnh Tân An, nay thuộc xã Nhựt Chánh, huyện Bến Lức, tỉnh Long An trong một gia đình hương chức. Cha ông là Lê Văn Cu làm Hương bộ (quản lý chi thu của làng), mẹ là bà Huỳnh Thị Lệ. Cả gia đình gồm cha mẹ và ba em trai đều là Đảng viên Đảng Cộng sản Đông Dương, tham gia các cuộc biểu tình chống Pháp những năm 1930–1936 và phong trào Đông Dương đại hội (1936–1937).
Ông kết hôn với bà Nguyễn Thị Phụng, cũng là Đảng viên Đảng Cộng sản Đông Dương, em gái của hai nhà hoạt động cách mạng Nguyễn Văn Nhung (Bí thư Tỉnh ủy Vĩnh Long) và Nguyễn Thị Nhỏ (Phó Bí thư Thành ủy Chợ Lớn).

## Hoạt động cách mạng
Năm 1930, trong thời gian học tập ở trường Bá nghệ Thực hành (Thủ Thiêm), ông được Bí thư Xứ ủy Nam Kỳ Ngô Gia Tự dẫn dắt tham gia phong trào công nhân và kết nạp vào Đảng Cộng sản Việt Nam. Ban đầu, ông sinh hoạt tại Công hội Đỏ Ba Son, rồi được phân công làm Bí thư Chi bộ Đa Kao (Sài Gòn). Tháng 4 năm 1930, Tổng Công hội Đỏ Nam Kỳ được thành lập, do ông đảm nhận vai trò Tổng thư ký, tham gia lãnh đạo các cuộc đấu tranh của công nhân Sài Gòn, Chợ Lớn.
Tháng 5, nhân dịp Quốc tế Công hội Đỏ chuẩn bị tổ chức Đại hội lần thứ 5, Nguyễn Ái Quốc đã gửi thư cho Ban Chấp hành Công hội Đỏ Việt Nam cử đại diện tham dự. Đoàn Việt Nam gồm ba đại biểu Hoàng Bình (Nguyễn Hữu Căn), Nguyễn Dương Công (Lê Văn Kiệt), Phan Đức (hoặc Phạm Văn Đức) đã an toàn vượt biên giới Mãn Châu sang Liên Xô. Tháng 8, trong thời gian Đại hội diễn ra, ông đã đọc tham luận về phong trào công nhân Đông Dương và được bầu vào Ủy ban dự thảo Nghị quyết của Đại hội.
Cuối năm 1930, ông về nước, làm kỹ thuật viên ở Sở dây thép gió có trụ sở tại Phú Thọ (Sài Gòn), vẫn tiếp tục tham gia lãnh đạo phong trào công nhân trước tình thế chính quyền thực dân tăng cường đàn áp, khủng bố. Vào ngày kỷ niệm Cách mạng Tháng Mười Nga, ông đã leo lên cột ăng-ten để treo một lá cờ đỏ búa liềm khổ lớn để biểu thị tinh thần đấu tranh. Ngày hôm sau, ông bị truy bắt do nhiều người biết ông là người duy nhất đủ khả năng thực hiện hành động trên.
Ngày 20 tháng 1 năm 1931, Ban Chấp hành Trung ương Đảng Cộng sản Đông Dương triệu tập Hội nghị công nhân Đông Dương lần thứ nhất ở Sài Gòn. Với tư cách đại biểu tham dự Đại hội Quốc tế Công hội Đỏ, ông đã báo cáo kết quả Đại hội và Nghị quyết Đại hội về nhiệm vụ vận động công nhân Đông Dương, đồng thời được bầu làm Ủy viên Ban Công vận Trung ương dưới sự lãnh đạo của Trưởng ban là Tổng Bí thư Trần Phú. Ngày 21 tháng 4, do bị phản bội, ông bị bắt cùng với Trần Phú, Ung Văn Khiêm, Nguyễn Trọng Nhã, Nguyễn Duy Khâm,... chịu án khổ sai 10 năm, lưu đày Côn Đảo.
Tháng 7 năm 1936, ông được thả tự do nhờ ảnh hưởng của phong trào đấu tranh đòi dân sinh dân chủ, đồng thời được Xứ ủy và Trung ương giao nhiệm vụ tổ chức xuất bản báo Đảng ở Sài Gòn. Ông lần lượt làm cây viết chính cho báo l'Avant-Garde (Tiên phong) và Dân Chúng, tham gia Ban Biên tập báo Dân Chúng (có Trần Văn Kiết, Lê Văn Kiệt, Nguyễn Văn Linh, Bùi Văn Thủ, Hoàng Văn Thanh, Hoàng Hoa Cương, Nguyễn Văn Trấn).

## Công tác chính quyền
Năm 1945, Tổng khởi nghĩa tháng Tám thành công, chính quyền cách mạng tỉnh Tây Ninh được thành lập, song lại sớm gặp nhiều khó khăn khi quân Pháp trở lại, thậm chí Tây Ninh còn không thể tổ chức được bầu cử Quốc hội. Trong thời gian này, Lê Văn Kiệt được điều động về Tây Ninh với bí danh Lê Lai, đảm nhận công tác Trưởng ty Công an tỉnh Tây Ninh. Đầu năm 1947, ông được Tỉnh ủy Tây Ninh cử làm Chủ tịch Ủy ban hành chính kháng chiến tỉnh.
Đầu năm 1949, Đại hội đại biểu Đảng bộ tỉnh Tây Ninh lần thứ hai được tổ chức tại căn cứ Trà Vong. Đại hội đã bầu ra Tỉnh ủy mới gồm chín Ủy viên: Lê Lai, Nguyễn Hữu Dụ, Trần Thuần, Phạm Tung, Trần Kim Tấn, Nguyễn Văn Dung, Lê Đình Nhơn, Nguyễn Văn Nữ, Nguyễn Văn Tốt, do Lê Lai làm Bí thư Tỉnh ủy, Nguyễn Hữu Dụ làm Phó Bí thư. Trong thời gian đảm nhận vai trò Bí thư Tỉnh ủy, ông đã có những chỉ đạo sai lầm trong công tác an ninh nội bộ, bắt giữ sai lầm nhiều người chỉ vì chút nghi ngờ, đặc biệt là dung túng cho Phan Văn Hoai (Phó ty Công an tỉnh, tạm phụ trách Ty Công an khi Trưởng ty Trần Kim Tấn đi học) mở cuộc thanh trừng nội bộ (từ những bằng chứng giả do Hoai ngụy tạo), bắt giữ vô cớ và tra tấn bức cung, nhục hình nhiều cán bộ trong tỉnh. Xứ ủy Nam Bộ đã can thiệp, minh oan cho những người bị bắt, đưa Phan Văn Hoai về Sở Công an Nam Bộ. Tháng 2 năm 1951, ông bị điều về Xứ ủy do những sai lầm trong vụ bắt oan cán bộ.
Năm 1954, ông ra miền Bắc, nhiều lần được cử sang học tập tại Liên Xô, từng giữ các chức vụ Tham tán thương mại Việt Nam tại Liên Xô, Trưởng ban Thanh tra Bộ Ngoại thương. Ngày 6 tháng 9 năm 1970, ông mất tại Hà Nội.

## Vinh danh
Tên của ông được đặt cho một con đường ở thành phố Tân An (tỉnh Long An).